# 國際量子信息期刊
國際量子信息期刊（International Journal of Quantum Information）由世界科學出版公司（World Scientific）發行於2003年。本期刊涵蓋了量子資訊科學領域，比如量子計量（Quantum metrology），量子密碼學，量子计算机及量子力学等方面的主題。

## 文摘和索引
本期刊的文摘及索引收錄在Zentralblatt MAT、科学引文索引、CompuMath Citation Index、現行期刊目次資料庫（Content Contents）/涵蓋物理、化學及地球科學，Inspec和Scopus等索引資料庫裡。

## 外部連結
- 官方网站